# Виді Бог, виді Сотворитель
«Виді Бог, виді Сотворитель» (у деяких варіантах: «Видить же Бог, видить Творець»)  — українська апокрифічна колядка християнського цилку. Уперше опублікована в «Богогласнику» в 1790; пізніше записана в багатьох варіантах, серед яких народний варіант колядки під назвою «Ой видить Бог, видить Творець» в аранжуванні Кирила Стеценка.
У поемі Тараса Шевченка Назар Стодоля її виконують колядники під назвою «Бачить же Бог, бачить Творець».
 Бачить же Бог, бачить Творець,
 Що мир погибає,
 Архангола Гавриїла
 В Назарет посилає.
 Благовістив в Назареті –
 Стала слава у вертепі.
 О, прекрасний Вихлієме!
 Отверзи врата Едема.
Іван Франко у дослідженні «Наші коляди» пише: 
|  | "… колядуючи козаки в 1-м акті під вікном сотника співають звісну пісню з «Богогласника», що починається словами «Виді Бог, виді сотворитель», тільки перешліфовану на народний язик" |

## Текст
| Виді Бог, виді Сотворитель, що весь мір погибає, Архангела Гавриїла в Назарет посилає, Возвістити тайну йому: Бог приходить к Вифлеєму, О красний град Вифлеєма, Сей отверзе нам Єдема. Незаходимоє сонце мало нам возсіяти От Діви, і тьму язиков невіря розігнати Звізда тоє возвістила Царям чужим путь явила, От Персиди тріє цари Ідуть ко Христу со дари. Ливан, смирну, злато дари Христу принесоша, І принесши во храмину, на коліна падоша; Ірод вельми засмутився, Що Христос Цар народився, Слуги своя посилає На смерть Єго осуджає. Чотирнайцять тисяч дітий малих убити Повелів, навіть своєго сина не пощадити! Немовлята убиває; Но сам вельми ся ругає; Праведнії, як финіки, Процвитають во віки. | Рахиль твоїх чад ізбитих престани плакати; Ах, як маю перестати, я печальная мати? Ірод чада убиває Во мні серце омліває, Серце болить, а я мати Як не маю я ридати?… Не плач, не плач, о Рахиле, і не ридай о нині, Не розноси смутних гласов по глубокой пустині; Сини твої з Христом жиють, В небі вічно веселіють, Кто ся на Бога надіє, Род той не оскудіє. Ірод убо і люципер з собою вікують Тріє цари обрітшії Христа, з Ним царствують. Немовлята убієнні Вінцем слави украшенні, Ми всі з того веселімся, Христови поклонімся! |

## Обробка Кирила Стеценка

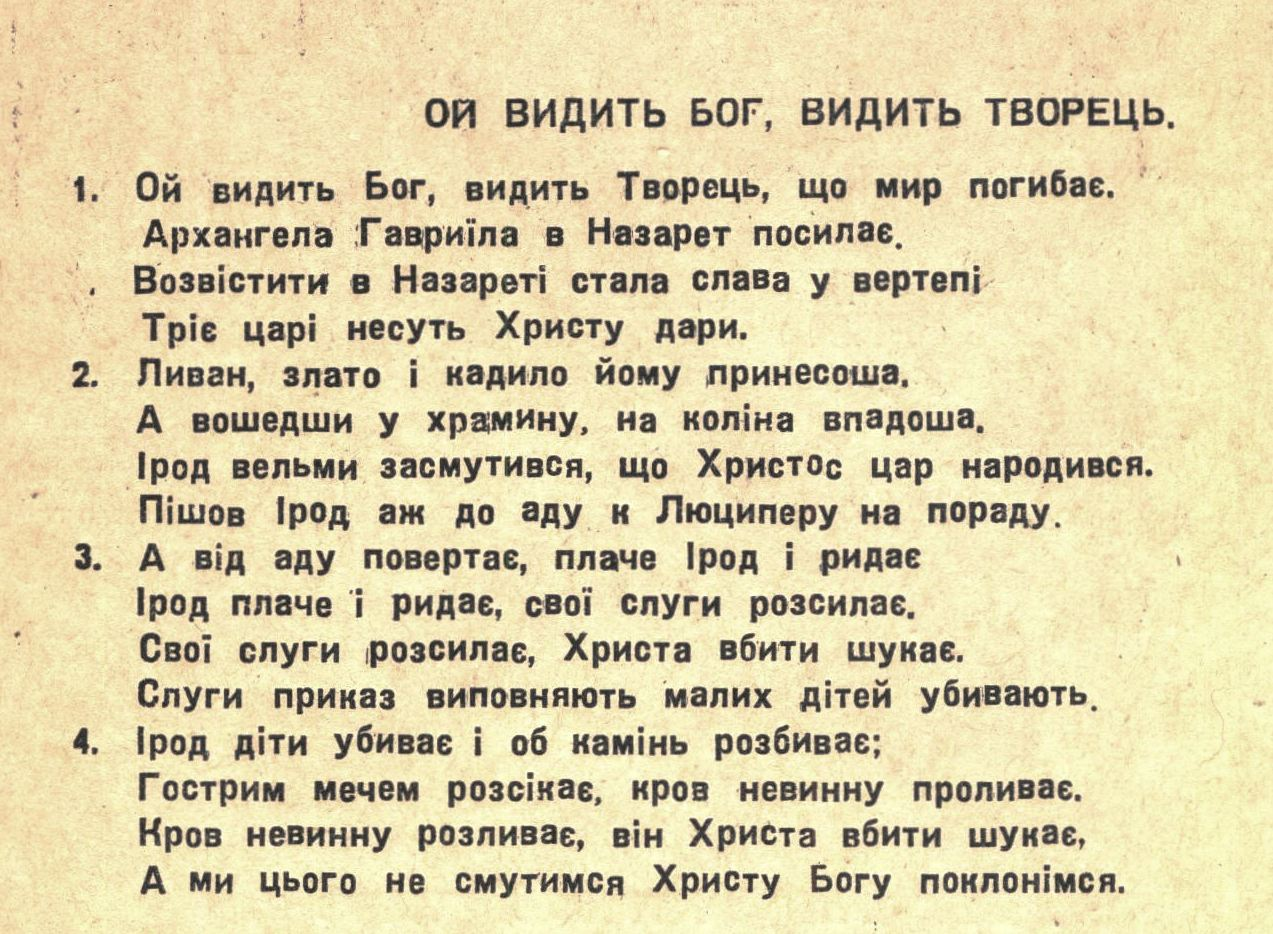
Текст колядки «Ой видить Бог, видить Творець»

Ноти колядки «Ой видить Бог, видить Творець»

|  |  |